# Psarka (dopływ Czarnej Przemszy)
Psarka – potok w powiecie chrzanowskim. Wypływa z Wyżyny Olkuskiej w Psarach. Płynie przez Psary w kierunku południowym i uchodzi do Dulówki.